# Elizabeth Cooper
 (mai 2021).
Elizabeth Cooper, née le 6 janvier 1948 à Colombes, est une pianiste, compositrice et cheffe d'orchestre française. 

## Biographie

### Formation et début de carrière
Elizabeth Cooper effectue sa formation musicale au CNSM de Paris,. Rolf Liebermann l’engage ensuite à l’Opéra de Paris, puis Maurice Béjart l’accueille au sein de sa compagnie,. Elle y participe notamment à la conception et à la réalisation de sept créations dont Ring um den Ring et remporte le Grand Prix de la presse berlinoise en 1991, pour cette transcription. Sa rencontre avec le chorégraphe, disparu en novembre 2007, aura été déterminante pour toute sa carrière : elle fut sa muse musicienne.
Assistante d’Irène Joachim au CNSMDP, elle est ensuite nommée en 1994 directrice des études, Kappelmeister et piano solo à l'Opéra de Bonn. Elle devient directrice des études et assistante de festivals internationaux (Brégence et Orange). Elle participe au film de Werner Schroeter Poussières d'amour primé au festival de Locarno, avec Isabelle Huppert, et à de nombreuses émissions à la télévision française (Le Grand Échiquier, Ce soir (ou jamais !), Ève Ruggieri, Alain Duault), ainsi qu’à la BBC avec Jessye Norman. Elle est sollicitée par des chorégraphes et des danseurs tels que Maurice Béjart, Roland Petit, Rudolf Noureev, Mikhaïl Barychnikov, Patrick Dupond, Manuel Legris, Maïa Plissetskaïa, Monique Loudières, Marie-Claude Pietragalla, Éric Vu-An, puis collabore peu à peu avec les plus grands solistes et les plus grands chanteurs (Vladimir Spivakov, Olivier Charlier, Jean-Pierre Wallez, Jean-Pierre Rampal, Philippe Pierlot, Jessye Norman, Natalie Dessay, Roberto Alagna, Gabriel Bacquier, avant de se consacrer finalement à la direction d’orchestre.

### Direction d'orchestre
Après avoir été l’assistante de chefs tels que Claudio Abbado, Sir Colin Davis, Vladimir Fedosseïev, Sir Richard Bonynge, Marc Soustrot, Elizabeth Cooper devient en 1992 la première femme ayant dirigé Le Lac des cygnes au Staatsoper de Berlin. En 1996 elle dirige Le nozze di Figaro avec l’Orchestre national de Hongrie, au Théâtre impérial de Compiègne, dans la version française d’Éric-Emmanuel Schmitt, et Carla Fracci l’invite à l’Opéra de Rome.
Roberto Alagna, dans son livre "Je ne suis pas le fruit du hasard" (éditions grasset) reconnaît que leur rencontre fut déterminante pour sa carrière. Leur collaboration ne cessera jamais et le 15 juin 2009 au Théâtre des Champs-Élysées, leur duo fut accueilli par un triomphe.
En novembre 2002, elle est à la tête de l’Orchestre filarmonica italiano au Teatro comunale de Modène pour La Fille mal gardée avec le ballet de l’Opéra de Nice (chorégraphie de Marc Ribaud, directeur du Ballet royal suédois). En janvier 2003, elle interprète ses compositions, commande de Pietragalla pour le spectacle Ni dieu ni maître, créé au Théâtre Toursky à Marseille, puis repris à l’Olympia à Paris. En avril 2003, elle assure la direction musicale et le piano solo pour un Hommage à George Balanchine avec le Ballet national de Marseille.
En novembre 2003, Elizabeth Cooper dirige l’Orchestre de l’Opéra de Marseille dans son adaptation de la partition de Léon Minkus de Don Quichotte (nouvelle chorégraphie de Pietragalla). La saison suivante, elle dirige Coppélia de Léo Delibes dans la chorégraphie d’Éric Vu-An, sur la scène des Opéras de Toulon et d’Avignon. En France, on l’a vue également diriger l’Orchestre lyrique d’Avignon aux Musicales du Luberon, avec Véronique Gens, dans un programme Mozart, et pour un spectacle de Blanca Li (L'Amour sorcier de Manuel de Falla) au Festival de Vaison-la-Romaine.

### Direction musicale, Concerts, Festivals, Classes de maître
Mais c’est en Allemagne, principalement, que la carrière d’Elizabeth Cooper prend son essor : après Berlin, c’est au Festspielhaus de Baden-Baden que John Neumeier, directeur du Hamburg Ballett, fait appel à elle pour la création du ballet Mort à Venise. L’œuvre sera reprise au Staatsoper de Hambourg. En 2004-2005 elle participe au tournage de Mort à Venise pour la télévision allemande à Baden-Baden, puis à la reprise de Ring um den Ring de Maurice Béjart avec le Staatsballett au Deutsche Oper Berlin, et en tournée au Japon (juin 2005).
Elle est cheffe et soliste invitée au Staatsballett de Staatsoper de Berlin depuis 1989. Depuis 2003 elle est soliste invitée au Ballet de Hambourg (tournée aux États-Unis, février 2007). Concert avec les solistes de l’Orchestre de l’Opéra national de Paris (janvier 2007). Invitée à l’émission télévisée Les dîners de Thierry Ardisson, auprès du ténor Roberto Alagna,et en juin 2009  à Europe 1 et France 3 Ce soir (ou jamais !) par Frédéric Taddeï.
Directrice musicale du Festival international de ballet de Graz (2006) et d’Innsbruck (Autriche) en juillet 2007. Festival international de piano d’Athènes (Théâtre Mégaron, avril 2008) : création mondiale de sa composition pour piano Rencontre, chorégraphiée et dansée par Marie-Agnès Gillot, étoile de l’Opéra national de Paris.
En avril 2008, elle se produit au Théâtre du Châtelet puis au Grand théâtre du Liceu de Barcelone, avec le Ballet de Hambourg, dans Mort à Venise. Le metteur en scène André Serré a imaginé un spectacle autour d’elle, créé au Théâtre de Nîmes, repris au Théâtre de Nice en décembre 2007, Comment en finir avec les valses de Chopin. Elle a donné des récitals à la Sainte-Chapelle (août 2007 et 2008) : intégrale des Valses de Frédéric Chopin, et trio avec les solistes de l’Orchestre de l’Opéra national de Paris.
Invitée d'honneur du premier festival international de musique militaire de Paris, le 19 juin 2009 dans la cour des Invalides et le 20 juin à Versailles, elle dirige 500 musiciens. 
Depuis août 2005 elle dirige le festival Plaisir de musiques à L'Impérial Palace d'Annecy. Directrice musicale de l’Ensemble Imperial Chamber Orchestra, elle est la créatrice de l’ensemble Concert d’Étoilesdepuis 2008.
Ses conférences-concerts et classes de maître sont très appréciées à Luxembourg (Conservatoire et hôtel le Royal). En 2008-2009-2010, elle se produira sur les scènes de Hambourg, Vienne (Autriche), Venise (Italie). Elle rend hommage à  Jean-Pierre Rampal (Chef-Piano et Clavecin) le 19 janvier 2010 à la Cathédrale Saint-Louis des Invalides. Invitée à l'Opéra de Nice, 29/30/ et 31 janvier pour la première Mondiale du Ballet "les Sylphides", musique de Frédéric Chopin, chorégraphie d'Eric Vu An d'après Fokine et le ballet "Conservatoire". En 2013 elle est à nouveau à l'affiche à Berlin et à Hambourg pour le ballet Ring um den Ring. La même année, elle part en tournée au Japon avec Roberto Alagna.

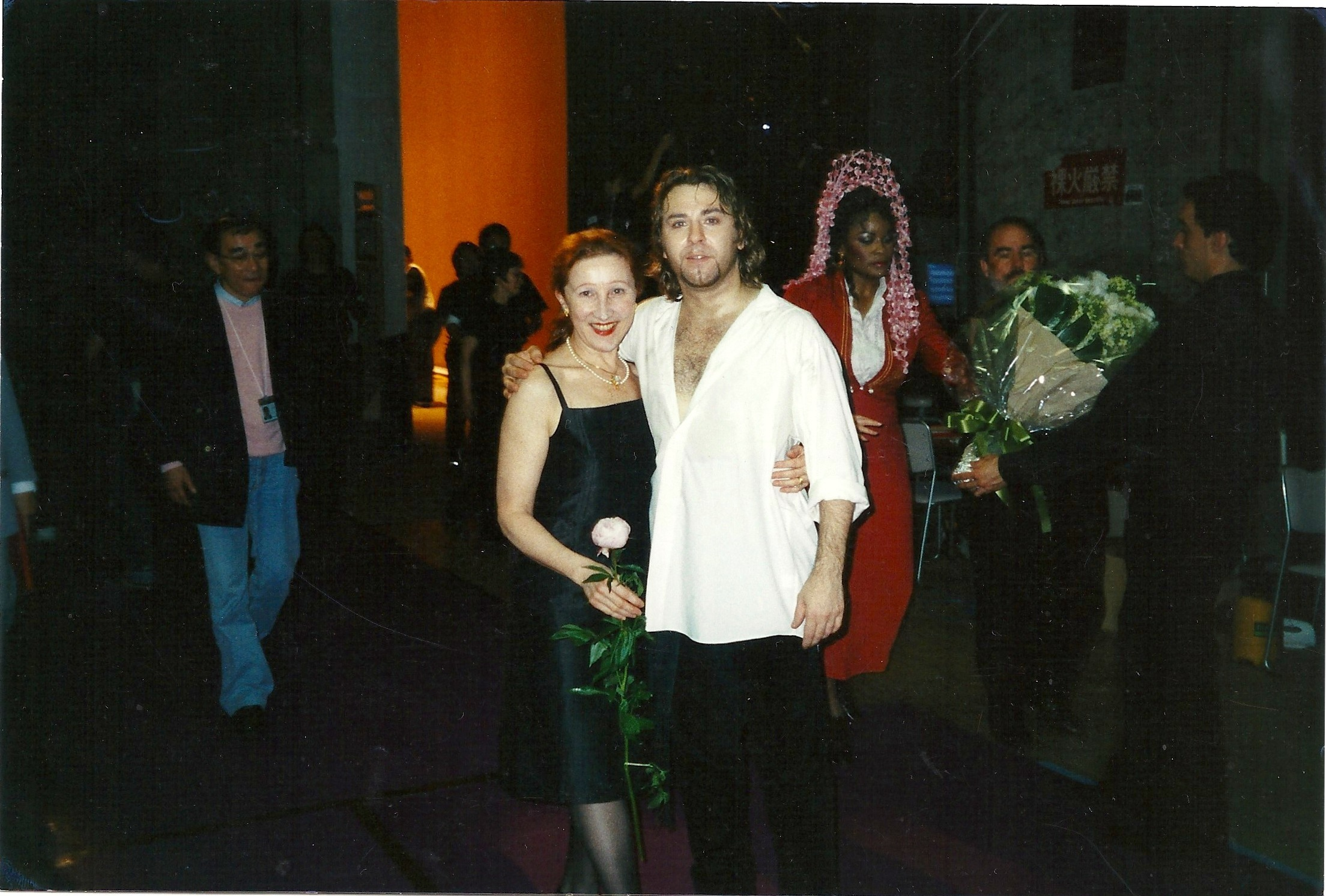
Roberto Alagna et Elizabeth Cooper en tournée au Japon en mai 2013.

Sa culture et son répertoire s’étendent à l’accompagnement du lied, à la musique de chambre, à l’opéra, aux œuvres symphoniques des XIXe et XXe siècles, à la musique de ballet.
"Élizabeth Cooper et ses amis" voit le jour au Théâtre de Neuilly, le 6 janvier 2012, spectacle qui réunit musiciens, chanteurs et danseurs Français, ainsi que l'actrice Claire Nebout. Le 24 novembre 2014, dans la Cathédrale Saint Louis des Invalides a lieu la création de "L'Orchestre de chambre St Louis", dont elle est la directrice musicale.

## Honneurs et distinctions
- 1991 : Grand Prix de la Critique de Berlin pour sa transcription pour piano du Ring um den Ring de Richard Wagner, chorégraphie de Maurice Béjart[2].
- 1996 : « Léopard d’Honneur » au Festival de Locarno en 1996 pour le film Poussières d’Amour de Werner Schroeter[2].
- 2003 : chevalier des Arts et des Lettres en décembre.[réf. souhaitée]
- 2009 : nommée "Marraine d'honneur" des festivals à venir et de l'association Terre Fraternité que dirigeait à l'époque le Général Bernard Thorette, par lettre officielle du chef d'état-major de l'Armée de terre, qui la nomme en 2010 "premier chef invité" de l'orchestre principal de l'Armée de terre[9].
- 2010 : nommée "personnalité de la culture de la ville de Neuilly"[10].
- 2012 : nommée chevalier de l'ordre national du Mérite, par décret du 27 avril 2012 du Président de la République.[réf. souhaitée]
- 2013 : agréée dans la réserve citoyenne, au grade de lieutenant-colonel le 4 février[9].
- Chevalier de la Légion d'honneur (2021)